# Діл-Айленд (Меріленд)
Діл-Айленд (англ. Deal Island) — переписна місцевість (CDP) в США, в окрузі Сомерсет штату Меріленд. Населення — 375 осіб (2020).

## Географія
Діл-Айленд розташований за координатами 38°9′10″ пн. ш. 75°56′24″ зх. д. / 38.15278° пн. ш. 75.94000° зх. д. (38.152759, -75.939940).  За даними Бюро перепису населення США в 2010 році переписна місцевість мала площу 13,91 км², з яких 7,85 км² — суходіл та 6,05 км² — водойми.

## Демографія
Згідно з переписом 2010 року, у переписній місцевості мешкала 471 особа в 203 домогосподарствах у складі 137 родин. Густота населення становила 34 особи/км².  Було 348 помешкань (25/км²).
Расовий склад населення:
| - 93,4 % — білих - 4,7 % — чорних або афроамериканців - 0,6 % — корінних американців |

До двох чи більше рас належало 0,4 %. Частка іспаномовних становила 0,0 % від усіх жителів.
За віковим діапазоном населення розподілялося таким чином: 15,9 % — особи молодші 18 років, 58,4 % — особи у віці 18—64 років, 25,7 % — особи у віці 65 років та старші. Медіана віку мешканця становила 52,6 року. На 100 осіб жіночої статі у переписній місцевості припадало 109,3 чоловіків;  на 100 жінок у віці від 18 років та старших — 106,2 чоловіків також старших 18 років.
Середній дохід на одне домашнє господарство  становив 43 877 доларів США (медіана — 31 161), а середній дохід на одну сім'ю — 53 257 доларів (медіана — 50 125). За межею бідності перебувало 24,6 % осіб, у тому числі 69,0 % дітей у віці до 18 років та 13,6 % осіб у віці 65 років та старших.
Цивільне працевлаштоване населення становило 82 особи. Основні галузі зайнятості: сільське господарство, лісництво, риболовля — 30,5 %, публічна адміністрація — 29,3 %, освіта, охорона здоров'я та соціальна допомога — 15,9 %, транспорт — 11,0 %.